# Núi Liban
Núi Liban (tiếng Ả Rập: جبل لبنان, Jabal Lubnān, phát âm tiếng Ả Rập Liban [ˈʒɛbəl lɪbˈneːn]; tiếng Syriac: ܛܘܪ ܠܒܢܢ, ṭūr lébnon) là một dãy núi của Liban, có độ cao trung bình trên 2.200 m, hàng năm nhận lượng giáng thủy là bốn mét. Dãy núi trải dài 170 km dọc đất nước, song song với bờ biển Địa Trung Hải. Đỉnh cao nhất trong dãy là Qurnat as Sawda' với độ cao 3.088 m. Trong lịch sử Liban từng được định hình bởi những ngọn núi bảo vệ cư dân địa phương này.

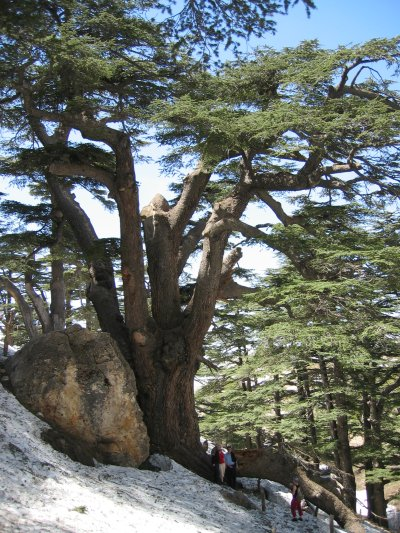
Tuyết tùng Liban mọc trên sườn dốc của núi Liban. Ảnh chụp vào tháng 4 năm 2004

Trên núi có các cánh rừng sồi và thông. Trên sườn dốc cao của núi Liban còn sót lại những khu rừng tuyết tùng Liban (Cedrus libani) nhỏ. Người Phoenicia từng dùng gỗ lấy từ núi Liban để đóng thương thuyền đi buôn bán với các láng giềng trong vùng Levant. Dân Phoenicia và những nhà cầm quyền về sau đều không ngừng trồng mới cây rừng khiến đến tận thế kỷ 16 thì diện tích rừng vẫn còn đáng kể.

## Tên gọi
Tên gọi núi Liban khởi nguồn từ gốc từ Semit là lbn, nghĩa là "trắng" - có lẽ ý chỉ những ngọn núi phủ tuyết trắng.